# Баук (филм)
Баук је српски филм режисера и сценаристе Горана Радовановића из 2024. године.
Филм је премијерно приказан у главном такмичарском програму 46. међународног филмског фестивала у Москви.
У Србији филм је премијерно приказан на 48. издању фестивала филмског сценарија у Врњачкој Бањи. 

Београдска премијера филма је одржана 1. октобра 2024 године. 

## Радња
Пролеће, Србија 1999. год; Осмогодишњи Сава и његова мајка живе у једном београдском солитеру. Отац је одсутан, ради на теретном броду пловећи по светским морима.
Тај релативно нормалан живот нарушава почетак бомбардовања Србије. Ваздушни напади почињу и у општој атмосфери тензије, неверице и очаја. Савина школа је затворена, склониште му постаје друга кућа, а девојчица Милица, ћерка локалног свештеника у коју је дечак заљубљен, напушта земљу. Савино понашање се мења.

## Улоге
| Глумац           | Улога        |
| ---------------- | ------------ |
| Јакша Прпић      | Сава         |
| Сара Климоска    | Савина мајка |
| Војин Ћетковић   | свештеник    |
| Бранка Шелић     |              |
| Милена Јакшић    |              |
| Гордана Гаџић    |              |
| Калина Ковачевић |              |
| Милош Биковић    | Савин отац   |
| Давор Јањић      |              |

## Учешће и награде на фестивалима
- премијера на 46 издању Међународног филмског фестивала у Москви

- 28. међународна смотра филма и мултимедија у граду Аванка поред Порта: награда за најбољи филм; награда за најбољу фотографију; најбољу мушку и женску улогу; награда за најбољи звук

- 27. Religion Film Today Festival у граду Тренто у Италији: награда Гран при за најбољи дугометражни играни филм; награда за најбољу музику филма